# Grund (Handlungstheorie)
Gründe spielen in der philosophischen Disziplin der Handlungstheorie eine wichtige Rolle bei der Erklärung von Handlungen. So können wir beispielsweise die Tatsache, dass Peter schnell läuft, dadurch erklären, dass er noch einen Zug erreichen will. In diesem Fall ist die Tatsache, dass Peter einen Zug erreichen will, der Grund dafür, dass er so schnell läuft. Man spricht hier auch von einer teleologischen Erklärung bzw. von einem Verstehen der Handlung. In der Psychologie wird ein ähnliches Phänomen mit dem Begriff der Motivation bezeichnet.
In vielen Fällen kann man den Grund für eine Handlung in eine Glaubens- und eine Wollenskomponente analysieren:
- Peter will den Zug erreichen.
- Peter glaubt er könne den Zug erreichen, wenn er schnell läuft.
- Daraus folgt: Peter läuft schnell.

Eine solche Analyse nennt man auch einen praktischen Syllogismus.
Der teleologischen Erklärung, also der Erklärung durch Gründe, steht die kausale Erklärung, also die Erklärung durch Ursachen gegenüber. So kann beispielsweise ein Blitzschlag Ursache für das Niederbrennen eines Heuschobers sein. Nach handlungstheoretisch striktem Sprachgebrauch würde man hier den Blitzschlag nicht als „Grund“ bezeichnen (obwohl man dies umgangssprachlich sagen könnte). Schlägt jemand Peter mit einem Hämmerchen auf sein Knie, so dass das Bein reflexartig zuckt, so ist der Schlag ebenfalls Ursache für das Zucken, kein Grund. Peters Zucken ist in diesem Fall keine Handlung, sondern eine bloße „Körperbewegung“, da es unwillkürlich geschieht und damit das Element der Absichtlichkeit bzw. der Freiwilligkeit fehlt. Es lassen sich also für Ereignisse nur in dem Maße Gründe angeben, wie diese Ereignisse als absichtliche („intentionale“) Handlungen aufgefasst werden.

## Sind Gründe Ursachen?
Trotz der gerade angesprochenen Unterschiede zwischen Gründen und Ursachen ist in der Analytischen Philosophie der letzten Jahrzehnte die Frage diskutiert worden, ob sich Gründe auf Ursachen zurückführen lassen, ob also ein Grund ein spezieller Typ von Ursache ist. Als ein Hauptvertreter der reduktionistischen Position, nach der eine solche Zurückführung möglich ist, gilt Donald Davidson. Die gegenteilige Position wird u. a. von Elizabeth Anscombe und Georg Henrik von Wright formuliert.
Das Hauptargument der anti-reduktionistischen Strömung besagt, dass es einen begrifflich-logischen Zusammenhang zwischen Gründen und Handlungen gebe und dass daher erstere keine Ursache für letztere sein können. Wissen über Ursache-Wirkung-Zusammenhänge ist nämlich empirisches Wissen („a posteriori“), d. h., es beruht auf Erfahrung bzw. optimalerweise auf wissenschaftlicher Überprüfung durch Experimente. Der Zusammenhang zwischen einem Grund wie der Intention, eine bestimmte Handlung auszuführen, und der Handlung selbst kann aber nicht experimentell überprüft werden. Nach Von Wright ist dies insbesondere deswegen der Fall, weil die Intention kein von der Handlung zu trennendes Ereignis sei: „Intentionalität ist kein geistiger Akt und auch keine [die Handlung] begleitende charakteristische Erfahrung. Ein Verhalten bekommt seinen intentionalen Charakter dadurch, dass es vom Handelnden selbst oder von einem Beobachter in einer weiteren Perspektive gesehen wird, dadurch, dass es in einen Kontext von Zielen und kognitiven Elementen gestellt wird.“ (Erklären und Verstehen III,8).
Davidsons Theorie beruft sich darauf, dass dasselbe Ereignis auf unterschiedliche Arten beschrieben werden kann. So kann man Peters Tun entweder als intentionale Handlung („Er läuft“) oder als Körperbewegung („Seine Beine bewegen sich in einem bestimmten Rhythmus“) beschreiben. Analog dazu kann nach Davidson Peters Grund („Er will den Zug erreichen“) mit einem bestimmten neurophysiologischen Ereignis („Die und die Gehirnareale sind aktiviert“) identifiziert werden. Das neurophysiologische Ereignis verursacht die Körperbewegung, insofern sind Gründe Ursachen. Dennoch können nach Davidson teleologische Erklärungen, also Erklärungen mit Gründen, nicht durch kausale Erklärungen, Erklärungen mit Ursachen, ersetzt werden. Aus der von Davidson vertretenen Position des Anomalen Monismus folgt nämlich, dass Gründe nur als einzelne mit einzelnen Ursachen identisch sind, dass sich die intentionale Begrifflichkeit als Ganze jedoch nicht durch eine neurophysiologische Begrifflichkeit definieren lässt und dass daher auch die entsprechenden Erklärungen nicht aufeinander zurückführbar sind.